# Canzona
Una canzona (pl. canzone) o canzone è una composizione strumentale del Rinascimento. Tipica del Cinquecento e del Seicento, è strutturalmente e formalmente simile al ricercare.
Nacque originariamente come trascrizione per organo o altri strumenti delle chanson franco-fiamminghe, prendendo il nome di canzon francese o canzon alla francese, canzone da sonar o canzone per sonar. Queste prime canzoni erano formalmente simili al ricercare a più temi. Nel XVI secolo e nella prima metà del XVII la canzone si rese indipendente come genere e si affiancò dunque al più severo ricercare come versione dello stesso più brillante e profana, di tendenza mottettistica e strumentata per liuto, strumenti a tastiera o piccoli ensemble. La canzone si differenziava dal ricercare e dalla fantasia anche per i ritmi vivaci e marcati e per la separazione in differenti sezioni imitative e dialoganti. I primi esempi di canzone organistica vennero forniti da Marco Antonio Cavazzoni (1523). Elementi peculiari del genere erano le note ripetute per ingraziosire i temi, la limpidezza polifonica e la varietà strutturale. I titoli delle canzone erano spesso curiosamente derivati dai patroni dei compositori. Le canzone di più ampio respiro avevano per episodi variazioni su tema esposte con diversi metri (binario o ternario) e tempi (lento o veloce).
Alla fine del Cinquecento la canzone polistrumentale raggiunse i suoi vertici grazie ad Adriano Banchieri, Tarquinio Merula, Giovanni Gabrieli e Girolamo Frescobaldi con una serie di sezioni alternate in libertà e contrastanti, tendenti sempre più, di fatto, alla sonata. Gabrieli scrisse canzoni per ottoni, mentre Frescobaldi per tastiera, soprattutto fra il 1627 e il 1635, unendone spesso le strofe con brevi e libere cadenze e facendo in seguito da importante linea guida per lo sviluppo della fuga. La canzone per strumenti monodici o per ensemble da camera, invece, ispirò sostanzialmente la sonata da chiesa. Nella musica barocca, la canzone acquisterà sempre maggiori contrasti di scrittura, carattere e tempi rispetto a quella rinascimentale, decadendo poi alla fine del Settecento.
Altri noti compositori di ricercari e canzoni furono Claudio Merulo, Antonio de Cabezón e Johann Jakob Froberger.